# Banjalučka Pivara
Banjalučka Pivara – browar, mający swą siedzibę w mieście Banja Luka, w Republice Serbskiej, w Bośni i Hercegowinie.

## Historia

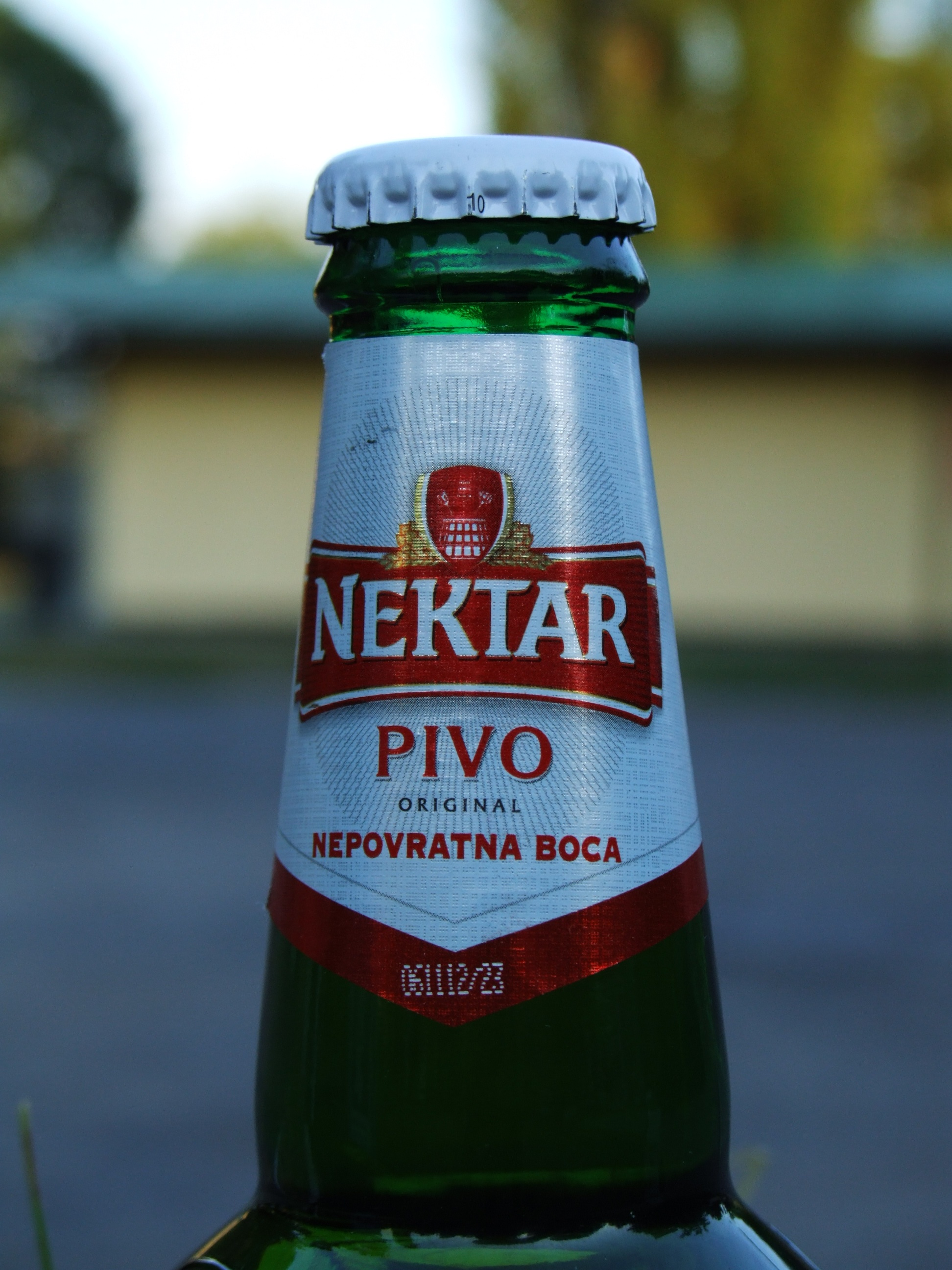
Piwo Nektar

W 1869 w okolice Banja Luki przybyli mnisi trapiści z niemieckiego opactwa Mariawald, którymi przewodził Franz Pfanner – założyli oni tutaj nowy klasztor (Opatija Marija Zvijezda), a w jego pobliżu w 1873 uruchomili browar. Początkowo zakonnicy większość produktów do warzenia piwa wytwarzali sami (m.in. słód) oraz zatrudniali do pracy miejscowych mieszkańców.
Po II wojnie światowej browar znacjonalizowano. W 1975 stał się częścią kompleksu przedsiębiorstw rolno-przemysłowych Bosanska Krajina, dopiero w 1989 odzyskał samodzielność, a w 1991 przekształcił się w spółkę akcyjną. Na początku XXI wieku zakład rozbudowano i gruntownie zmodernizowano – posiada on obecnie możliwość produkcji 1 miliona hektolitrów piwa rocznie. Zaczął też eksportować swoje produkty do Stanów Zjednoczonych, Kanady, Wielkiej Brytanii, Austrii, Szwecji, Chorwacji i Serbii.

## Produkty
- Nektar – najbardziej popularne piwo, w produkcji od 1960, 5% zaw. alk., ekstrakt 11,4%, dostępne w butelkach, puszkach i opakowaniach plastikowych; reklamowane jest jako piwo oparte na oryginalnej recepturze z 1873,
- Nektar Limun i Nektar Grejp – radlery,
- Kastel – lager, produkowany od 2011, 4,7% zaw. alk., ekstrakt 11,4%, dostępny w butelkach i opakowaniach plastikowych,
- Crni Đorđe/Црни Ђорђе – piwo ciemne z karmelem, produkowane od 2012, dostępne tylko w butelkach 0,33 l.,
- Kaltenberg – na licencji niemieckiej, produkowane od 2011, 5% zaw. alk., ekstrakt 11,4%, dostępne w butelkach i puszkach.